# Punch and Judy (opera)
Punch and Judy è un'opera lirica in un atto di Harrison Birtwistle su libretto di Stephen Pruslin.
Scritta su commissione del festival di Aldeburgh, l'opera si presenta come una commedia tragica, incentrata sulle vicende di Punch, un uomo folle affetto da seri disturbi della personalità.